# همنشین (فیلم)
همنشین یا همدم (انگلیسی: Companion) فیلم علمی تخیلی و دلهره‌آور آمریکایی محصول ۲۰۲۵ به نویسندگی و کارگردانی درو هنکاک است. سوفی تاچر و جک کواید نقش اصلی زوجی در طول تعطیلات آخر هفته با دوستان خود در یک کابین دورافتاده را بازی می‌کنند که پس از افشای اینکه یکی از مهمانان ربات همراه است، به هرج و مرج تبدیل می‌شود. لوکاس گیج، مگان سوری، هاروی گی‌ین و روپرت فرند از دیگر بازیگران نقش مکمل هستند.
این فیلم در ۳۱ ژانویه ۲۰۲۵ توسط کمپانی برادران وارنر پیکچرز در ایالات متحده اکران شد. این فیلم با واکنش‌های مثبتی از سوی منتقدان همراه بود، و ۳۴ میلیون دلار در سراسر جهان فروش کرد در حالی که ۱۰ میلیون دلار بودجه ساخت آن بوده است.

## بازیگران
- سوفی تاچر در نقش آیریس
- جک کواید در نقش جاش
- لوکاس گیج در نقش پاتریک
- مگان سوری در نقش کت
- هاروی گی‌ین در نقش الی
- روپرت فرند در نقش سرگی
- جابوکی یانگ-وایت در نقش تدی
- متیو جی. مک‌کارتی در نقش سید
- مارک منچاکا در نقش معاون هندریکس

## بازخورد

### گیشه
در ایالات متحده و کانادا، همنشین در کنار مرد سگی و یک دلاور اکران شد و پیش‌بینی می‌شد در آخر هفته افتتاحیه خود از ۳٫۲۸۵ سینما ۸ تا ۱۰ میلیون دلار فروش داشته باشد. این فیلم در روز نخست ۴ میلیون دلار به دست آورد که شامل ۱٫۷ میلیون دلار از پیش‌نمایش‌های دوشنبه و پنجشنبه‌شب می‌شود. سپس به فروش ۹٫۳ میلیون دلاری رسید و پس از مرد سگی در رده دوم جدول قرار گرفت. نظرسنجی نشان داد که ۴۳ درصد از شرکت‌کنندگان این فیلم را به دلیل تبلیغ ترسناک و ۲۶ درصد برای تاچر تماشا کردند. مردان ۵۱ درصد از مخاطبان آخر هفته افتتاحیه را به خود اختصاص دادند، و افراد ۱۸ تا ۳۴ ساله ۶۸ درصد، ۲۴ تا ۳۴ سال حدود ۴۰ درصد، و آی‌مکس و صفحه نمایش‌های با فرمت بزرگ ۳۴ درصد افتتاحیه را تشکیل دادند. این فیلم در دومین آخر هفته اکرانش ۳ میلیون دلار و در سومین آخر هفته اکرانش ۱٫۸ میلیون دلار فروش کرد و در چهارمین آخر هفته اکرانش از ده فیلم برتر گیشه خارج شد. ددلاین هالیوود گزارش داد که این فیلم برای کسب سود باید ۴۰ تا ۵۰ میلیون دلار در ایالات متحده کسب کند.

### واکنش نقادانه
در وبگاه جمع‌آوری نقد راتن تومیتوز، ٪۹۴ از ۲۲۸ بررسی منتقدان مثبت است و میانگینِ امتیاز آن ۷٫۵/۱۰ است. اجماع این وبگاه چنین می‌نویسد: «همنشین، سازوکاری به‌شدت هوشمندانه که به پیچ‌وتاب‌هایش تکیه نمی‌کند، به‌طرز هیجان‌انگیزی جنون را در آرامش خانگی جای می‌دهد.» این فیلم در متاکریتیک که از میانگین وزنی استفاده می‌کند، بر اساس نظر ۴۰ منتقدین امتیاز ۷۰ از ۱۰۰ را کسب کرده که نشان‌گر «نقدهای عموماً مطلوب» است. تماشاگرانی که به‌وسیلهٔ سینماسکور مورد بررسی قرار گرفتند، به فیلم نمره میانگین «B+» از A+ تا F دادند، و آن‌هایی که در نظرسنجی پست‌ترک شرکت کردند، ۴ ستاره از ۵ ستاره به فیلم دادند.
نویسنده‌ای در اسلش‌فیلم به این فیلم امتیاز ۱۰/۹ داد و آن را «نخستین فیلم بزرگِ سال ۲۰۲۵» نامید و اجراهای تاچر و کواید و اصالت فیلم را ستود.